# Mária Pia portugál királyné
Savoyai Mária Pia (olaszul: Maria Pia di Savoia, portugál nyelven: Maria Pia di Saboia) (Torino, 1847. október 16. – Stupinigi, 1911. július 5.) a Savoyai-ház carignanói ágából származó szárd–piemonti, majd 1861-től olasz királyi hercegnő, férje révén Portugália királynéja.

## Élete
II. Viktor Emánuel szárd–piemonti király és Mária Adelheid osztrák főhercegnő ifjabbik leányaként született. Apját 1861-ben az egységes Olaszország királyává kiáltották ki.
Mária Pia hercegnő 1862-ben nőül ment I. Lajos portugál királyhoz. Kezdetben nagy népszerűségnek örvendett a portugál nép körében. 1889-ben azonban megözvegyült. 1908-ban meg kellett érnie fiának, I. Károlynak, és unokájának, Lajos Fülöp infánsnak meggyilkoltatását.
1910-ben másik unokáját, II. Mánuelt űzte el a forradalom, így Mária Pia Olaszországba kényszerült menekülni. Így kötött ki sógornőjénél, Margit özvegy királynénál, akinek a piemonti Stupinigiben álló kastélyában lakott, itt csakhamar el is hunyt.